# Hardwired... to Self-Destruct
Hardwired... to Self-Destruct este al zecelea album de studio al formației americane de heavy metal, Metallica. Albumul a fost lansat ca dublu album pe 18 noiembrie 2016, de către casa de discuri, Blackened Recordings. Este primul lor album de studio în opt ani după „Death Magnetic” (2008), marcând cel mai lung decalaj dintre cele două albume de studio din cariera trupei. Este, de asemenea, primul lor album de studio lansat prin casa de discuri Blackened Recordings. Hardwired ... to Self-Destruct a fost produs de Greg Fidelman, care a proiectat și a mixat Death Magnetic.
Albumul a fost cel de-al șaselea album consecutiv de studio al lui Metallica care a debutat pe locul unu în topurile Billboard 200 din Statele Unite, vânzând 291.000 de exemplare în prima sa săptămână și clasând topurile în 57 de țări.

## Lista pieselor
Toate piesele sunt scrise de James Hetfield și Lars Ulrich, cu excepția cazurilor în care sunt menționate.
Primul disc
1. Hardwired - 3:10
2. Atlas, Rise! - 6:30
3. Now That We're Dead - 7:00
4. Moth into Flame - 5:52
5. Dream No More - 6:30
6. Halo on Fire - 8:16

Al doilea disc
1. Confusion - 6:42
2. ManUNkind - 6:56 (muzică compusă de: James Hetfield, Lars Ulrich și Robert Trujillo)
3. Here Comes Revenge - 7:18
4. Am I Savage? - 6:30
5. Murder One - 5:46
6. Spit Out the Bone - 7:10

## Personal
Metallica
- James Hetfield - voce, chitară ritmică, producție
- Kirk Hammett - chitară principală
- Robert Trujillo - chitară bas, vocal pentru piesa „Dream No More”
- Lars Ulrich - tobe, producție

Producție
- Dave Collins - mastering
- Turner Duckworth - design de copertă
- Greg Fidelman - producție, mixare, înregistrare
- Mike Gillies - înregistrare suplimentară
- Jason Gossman - editare digitală
- Herring & Herring - fotografie, regie creativă
- Sara Lyn Killion - înregistrare suplimentară
- Ken Matcke - inginer asistent
- Dan Monti - editare digitală
- Jim Monti - editare digitală